# یواس‌اس آر-۵ (اس‌اس-۸۲)
یواس‌اس آر-۵ (اس‌اس-۸۲) (به انگلیسی: USS R-5 (SS-82)) یک زیردریایی بود که طول آن ۱۸۶ فوت ۲ اینچ (۵۶٫۷۴ متر) بود. این زیردریایی در سال ۱۹۱۸ ساخته شد.